# 兵庫県道・京都府道711号遠方瑞穂線
兵庫県道・京都府道711号遠方瑞穂線（ひょうごけんどう・きょうとふどう711ごう おちかたみずほせん）は、兵庫県丹波篠山市から京都府船井郡京丹波町に至る一般県府道である。

## 概要
兵庫県丹波篠山市遠方から京都府船井郡京丹波町水原片山に至る。

### 路線データ
- 起点：兵庫県丹波篠山市遠方（兵庫県道・京都府道97号篠山三和線交点）
- 終点：京都府船井郡京丹波町水原片山（水原交差点、国道9号交点）

## 地理

### 通過する自治体
- 兵庫県
  - 丹波篠山市
- 京都府
  - 船井郡京丹波町

### 交差する道路
| 交差する道路                     | 都道府県名 | 市町村名   | 市町村名   | 交差する場所 | 交差する場所      |
| -------------------------------- | ---------- | ---------- | ---------- | ------------ | ----------------- |
| 兵庫県道・京都府道97号篠山三和線 | 兵庫県     | 丹波篠山市 | 丹波篠山市 | 遠方         | 起点              |
| 国道9号 / 山陰道                 | 京都府     | 船井郡     | 京丹波町   | 水原片山     | 水原交差点 / 終点 |

### 沿線
- 草山温泉
- 観音寺
- 南丹警察署 水原駐在所（終点付近）
- 梅田郵便局（終点付近）